# آندرانوبولاها
آندرانوبولاها (به لاتین: Andranobolaha) یک منطقهٔ مسکونی در ماداگاسکار است که در توآماسینا دوم واقع شده‌است. آندرانوبولاها ۱۰٬۴۲۷ نفر جمعیت دارد.